# Peter Malick
Peter Malick, né le 28 novembre 1951 à Brookline (Massachusetts), est un guitariste de blues, auteur-compositeur et producteur de musique américain.
Au fil des ans, Peter Malick a accompagné Muddy Waters, Big Mama Thornton et John Lee Hooker et a fait des tournées avec eux,. En 2003, Malick sort l'album New York City, enregistré trois ans plus tôt en collaboration avec la chanteuse Norah Jones.

## Discographie
Albums studio
- Wrong Side of My Life (1998)
- Sons of the Jet Age (2000)
- New York City (2003)
- Chance & Circumstance (2003)
- New York City: The Remix Album (2004)
- The Chill Album (2005)[3]